# Vassili Tikhomirov
Pour les articles homonymes, voir Tikhomirov.
Vassili Dmitrievitch Tikhomirov (en russe : Василий Дмитриевич Тихомиров), né à Moscou, dans l'Empire russe, le 29 mars 1876 et mort dans cette même ville, alors en URSS, le 20 juin 1956 , est un danseur et un chorégraphe russe du Ballet du Bolchoï à Moscou, en Russie.

## Biographie
Vassili Tikhomirov suit son enseignement artistique à l'école de théâtre de Moscou de 1885 à 1891, année où, grâce à ses brillantes capacités, il entre à l'École impériale du ballet de Saint-Pétersbourg où il reçoit l'enseignement de Pavel Gerdt, Platon Karsavine et Alexandre Chiriaïev (ru). Il sort diplômé en 1893. Le 4 septembre 1893, il fait ses débuts au Théâtre Bolchoï dans le ballet Robert et Bertram. Jusqu'en 1935, il danse nombre de rôles principaux dont Le Corsaire d'Adolphe Adam, Le Lac des cygnes de Tchaïkovski, Raymonda d'Alexandre Glazounov. Il a principalement comme partenaire Ekaterina Gueltzer, ballerine dont il deviendra le mari.
De 1900 à 1935, il est maître de ballet du Théâtre du Bolchoï et, en 1908, il devient directeur adjoint de la compagnie de ballet et entre rapidement en conflit avec le premier maître de ballet Alexandre Gorski, guidé par des productions réformistes. De 1925 à 1930, après la mort d'Alexandre Gorski, il occupe le poste de chef du ballet du Bolchoï.
Vassili Tikhomirov reprend les ballets La Belle au bois dormant de Tchaikovsky (1924), La Sylphide (1925) et La Esmeralda (1926).
Sa production la plus connue reste sa mise en scène, en 1927, du ballet néo-réaliste Le Pavot rouge où sa femme Ekaterina Gueltzer danse le rôle principal.
Vassili Tikhomirov et Ekaterina Gueltzer divorcent mais restent partenaires sur scène.
Mort en 1956, Tikhomirov est enterré au cimetière de Novodevitchi.